# Parc national de la Yamaska
Le parc national de la Yamaska, d'une superficie de 13,4 km2, est situé aux abords de la rivière Yamaska Nord et autour du réservoir Choinière au Québec, près de la ville de Granby, au Québec. Le parc est relativement peu connu, étant situé loin des principales pistes de ski.
Le parc est géré par le gouvernement québécois à travers la Société des établissements de plein air du Québec (SÉPAQ).

## Histoire
Le 13 septembre 2017, le parc est agrandi de 51 ha pour atteindre une superficie de 13,4 km2.

## Galerie
- Vue d'une rivière sur l'un des pistes de la Yamaska

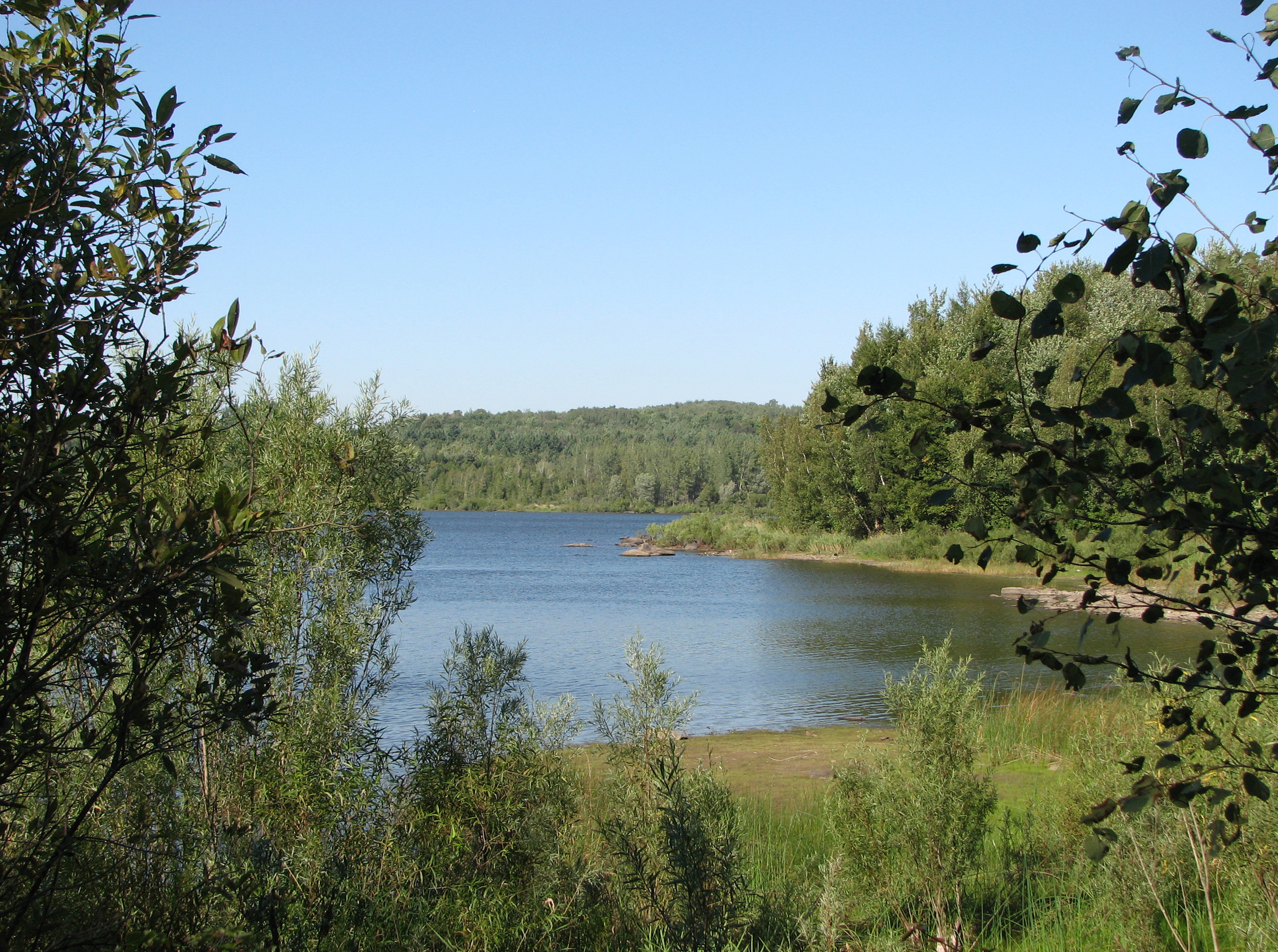
Réservoir Choinière
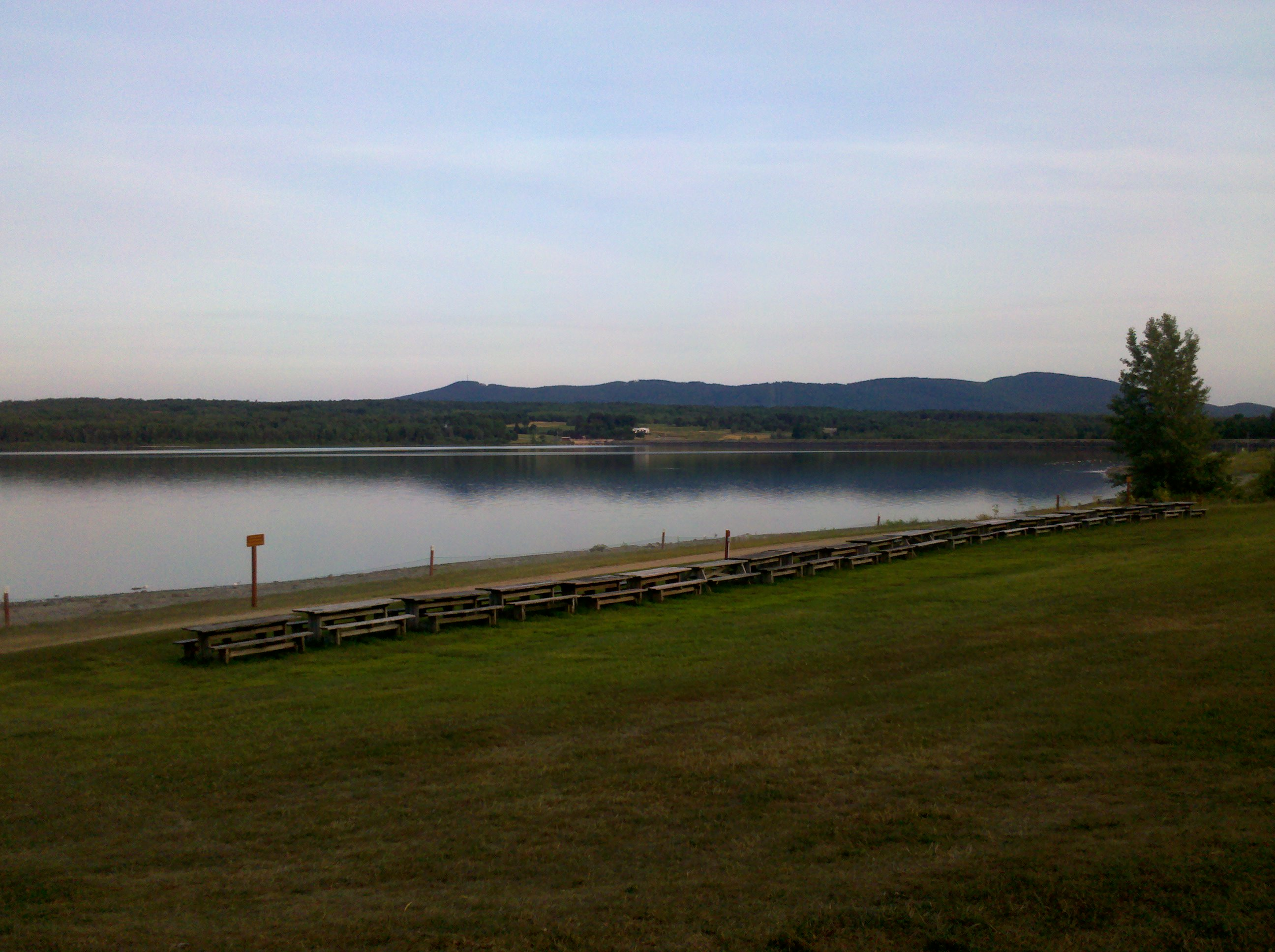
Plage principale
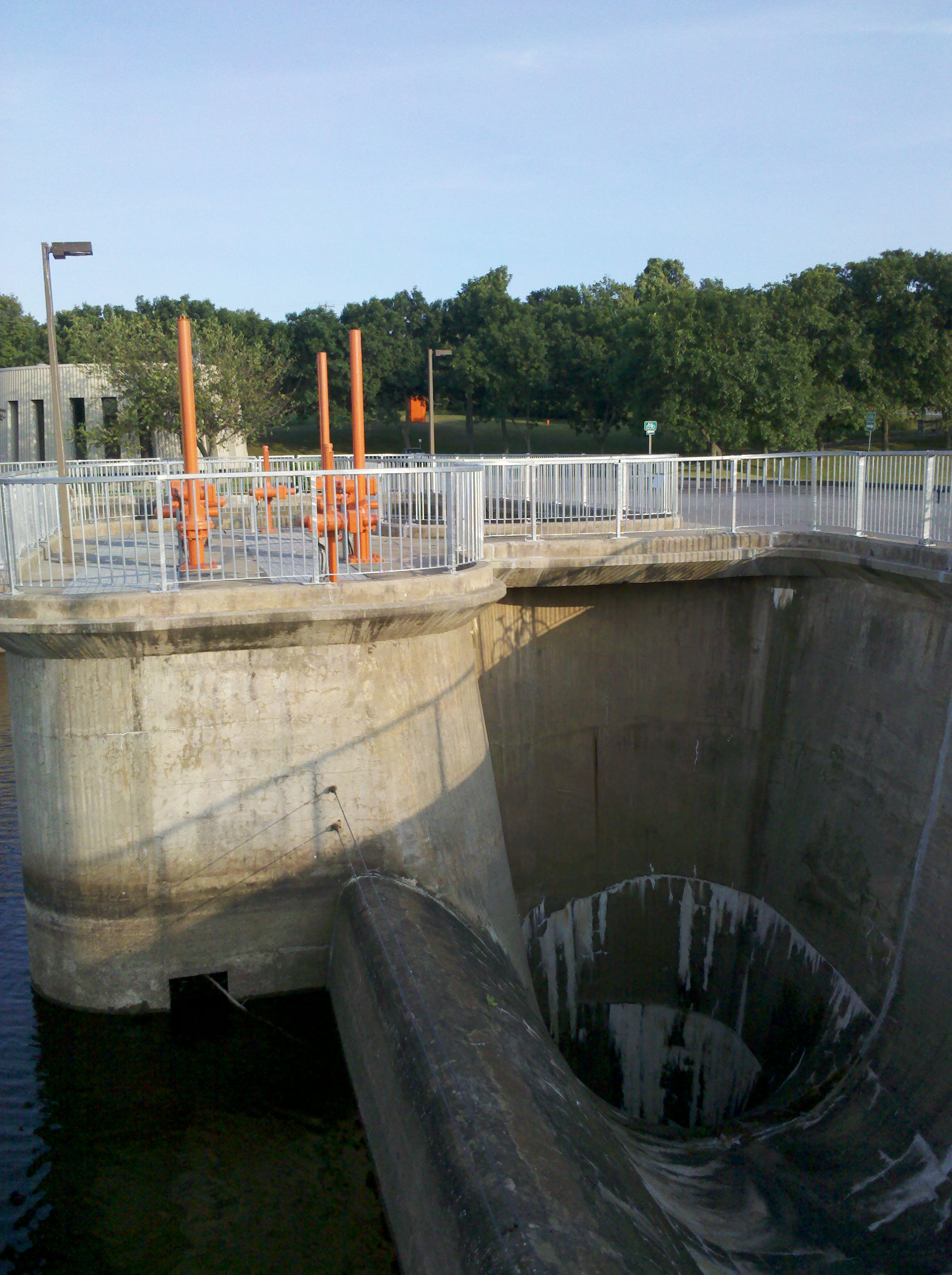
Digue principale contrôlant le niveau d'eau

|  |